# Майокко, Луиджи
Луиджи Майокко (итал. Luigi Maiocco; 11 октября 1892, Турин — 11 декабря 1965, Турин) — итальянский гимнаст, чемпион летних Олимпийских игр 1912, 1920 и 1924 годов в командных соревнованиях. Трёхкратный чемпион Италии: 1920, 1921 и 1925. Выступал за туринскую команду «Группо Спортиво де Санти Анджели».